# Рейс 1406 FedEx Express
Рейс 1406 FedEx Express — авіаційна аварія, що сталася 5 вересня 1996 року. Вантажний літак McDonnell Douglas DC-10-10F американської авіакомпанії FedEx Express виконував рейс 1406 за маршрутом Мемфіс — Бостон, але під час прольоту над штатом Нью-Йорк у вантажній частині літака почалась пожежа. Літак екстрено сів в аеропорт Стьюарт і всіх трьох членів екіпажу та двох пасажирів успішно евакуювали. Після евакуації DC-10 згорів.
Після довгого та ретельного національна рада з безпеки на транспорті не змогла дізнатися причину аварії. Тим не менш, федеральне авіаційне управління надала рекомендації щодо запобігання подібним інцидентам у майбутньому.